# Ornithuroscincus
Ornithuroscincus — рід сцинкоподібних ящірок родини сцинкових (Scincidae). Представники цього роду є ендеміками Нової Гвінеї. Раніше їх відносили до роду Sphenomorphus, однак за результатами дослідження 2021 року вони були переведені до новоствореного роду Ornithuroscincus.

## Види
Рід Ornithuroscincus нараховує 9 видів:
- Ornithuroscincus albodorsalis (T. Vogt, 1932)
- Ornithuroscincus bengaun Slavenko, Tamar, Tallowin, Kraus, Allison, Carranza, & Meiri, 2021
- Ornithuroscincus inornatus Slavenko, Tamar, Tallowin, Kraus, Allison, Carranza, & Meiri, 2021
- Ornithuroscincus noctua (Lesson, 1830)
- Ornithuroscincus nototaenia (Boulenger, 1914)
- Ornithuroscincus pterophilus Slavenko, Tamar, Tallowin, Kraus, Allison, Carranza, & Meiri, 2021
- Ornithuroscincus sabini  Kraus, 2020
- Ornithuroscincus shearmani Slavenko, Tamar, Tallowin, Kraus, Allison, Carranza, & Meiri, 2021
- Ornithuroscincus viridis Slavenko, Tamar, Tallowin, Kraus, Allison, Carranza, & Meiri, 2021